# PGC 4110
LEDA/PGC 4110 ist eine Spiralgalaxie vom Hubble-Typ Sc im Sternbild Fische auf der Ekliptik. Sie ist schätzungsweise 214 Millionen Lichtjahre von der Milchstraße entfernt und gilt als Mitglied der NGC 380-Gruppe oder LGG 17. Im selben Himmelsareal befinden sich u. a. die Galaxien NGC 384, NGC 385, NGC 387, NGC 398.